# Fort Tscha der Festung Warschau

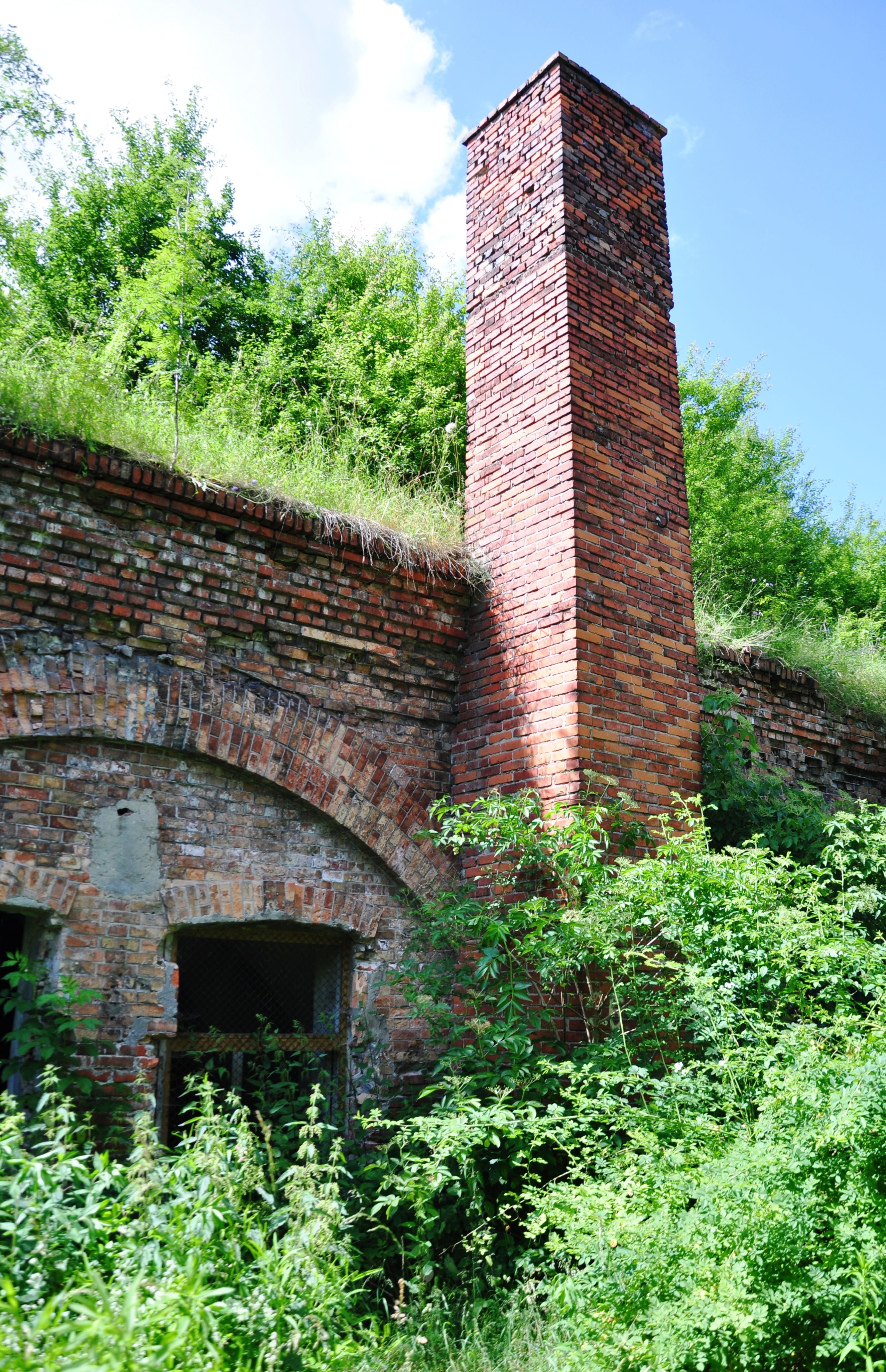
Nachträglich angebauter Schornstein an Kasematte im Wall

Das Fort Tscha der Festung Warschau (russisch: „Щ“, als Kürzel für Fort „Szczęśliwice“) war eines der Artillerieforts der Warschauer Befestigungsanlagen des 19. Jahrhunderts. Es wurde Ende der 1880er Jahre als Bestandteil des inneren Fortgürtels errichtet und gehört heute zum Warschauer Stadtteil Ochota. Das Fort ist verhältnismäßig gut erhalten und wird derzeit nicht genutzt. Es ist frei zugänglich und dem Verfall durch Witterung und Vandalismus ausgesetzt.

## Name und Lage
Die in deutschen Militärkarten verwendete Bezeichnung „Tscha“ entspricht einer Vereinfachung der deutschen Transkription des russischen Buchstabens Щ, eigentlich Schtsch(a). Das ist in russischer Schreibweise der Anfangsbuchstabe der nahe gelegenen damaligen Ortschaft Szczęśliwice, heute in Warschau eingemeindet.
Das Fort liegt heute zwischen den Straßen Śmigłowca, Drawska, Zadumana und Aleja Jerozolimskie. Es umfasst mit dem noch vorhandenen Graben eine Fläche von rund 70.000 Quadratmetern. Zusammen mit den Außenbereichen betrug es knapp 34 Hektar. Das Fort liegt etwa auf einer Höhe von 110 Metern über Meeresspiegel, der Höhenunterschied in der Anlage betrug 11 Meter.
Das Fort gehörte zum inneren Verteidigungsgürtel der vom Zarenregime Ende des 19. Jahrhunderts errichteten Warschauer Stadtbefestigung. Ursprüngliche Aufgabe des Forts war die Verteidigung der südwestlichen Flanke der Stadt und die Sicherung der Bahnlinie und Straße nach Krakau.

## Geschichte
Das genaue Baudatum von Fort Tscha ist nicht bekannt, es dürfte in den Jahren 1886 bis 1890 zeitgleich mit den vier weiteren großen Artillerieforts des inneren Gürtels errichtet worden sein.
Das Fort hatte den hier typischen fünfeckigen Grundriss, war mit einem Wall und einem zunächst trockenen Graben ausgestattet. Im Wall befanden sich Ziegelstein-Kasematten, außerdem gab es geschützte Unterstände. Ebenfalls aus Ziegelmauerwerk bestanden Front und Schultern der Kaponnieren und Halbkaponnieren, die aus der Außenseite des Walls ragten. Im Rahmen der allgemeinen Modernisierung der Festungsanlagen in den 1890er Jahren wurde die Anlage zu einem Nachschubfort ausgebaut. Es entstanden zusätzliche geschützte Lagerräume. Dem Beschluss zur Schleifung aus dem Jahr 1909 wurde nur teilweise nachgekommen, neben der Entwaffnung wurden nur die Kaponnieren und einige Gebäude gesprengt; die beiden großen Kasematten im Frontwall blieben erhalten.
Im September 1939 wurde das Fort in einem frühen Stadium der Schlacht um Warschau von deutschen Truppen genommen. In der Nacht vom 25. auf den 26. September 1939 versuchte das 1. Bataillon des polnischen 56. Infanterie-Regiments unter dem Kommando von Major Wladyslaw Legutko die Rückeroberung der Anlage. Der Angriff brach im Feuer der deutschen Infanterie auf Höhe des Dorfes Szczesliwice zusammen. Auch weitere Versuche polnischer Einheiten, das Fort zu nehmen, scheiterten verlustreich.
Nach dem Zweiten Weltkrieg wurde Fort Tscha von der polnischen Armee übernommen, die es unter anderem ebenfalls als Lager nutzte. Im hinteren Innenbereich des Forts wurden rund 150 Garagen angelegt, die – neben anderen Nachkriegsgebäuden – etwa im Jahr 2005 abgerissen wurden. Im unmittelbaren Außenbereich, getrennt durch den nun wassergefüllten Graben, entstanden Schrebergärten.

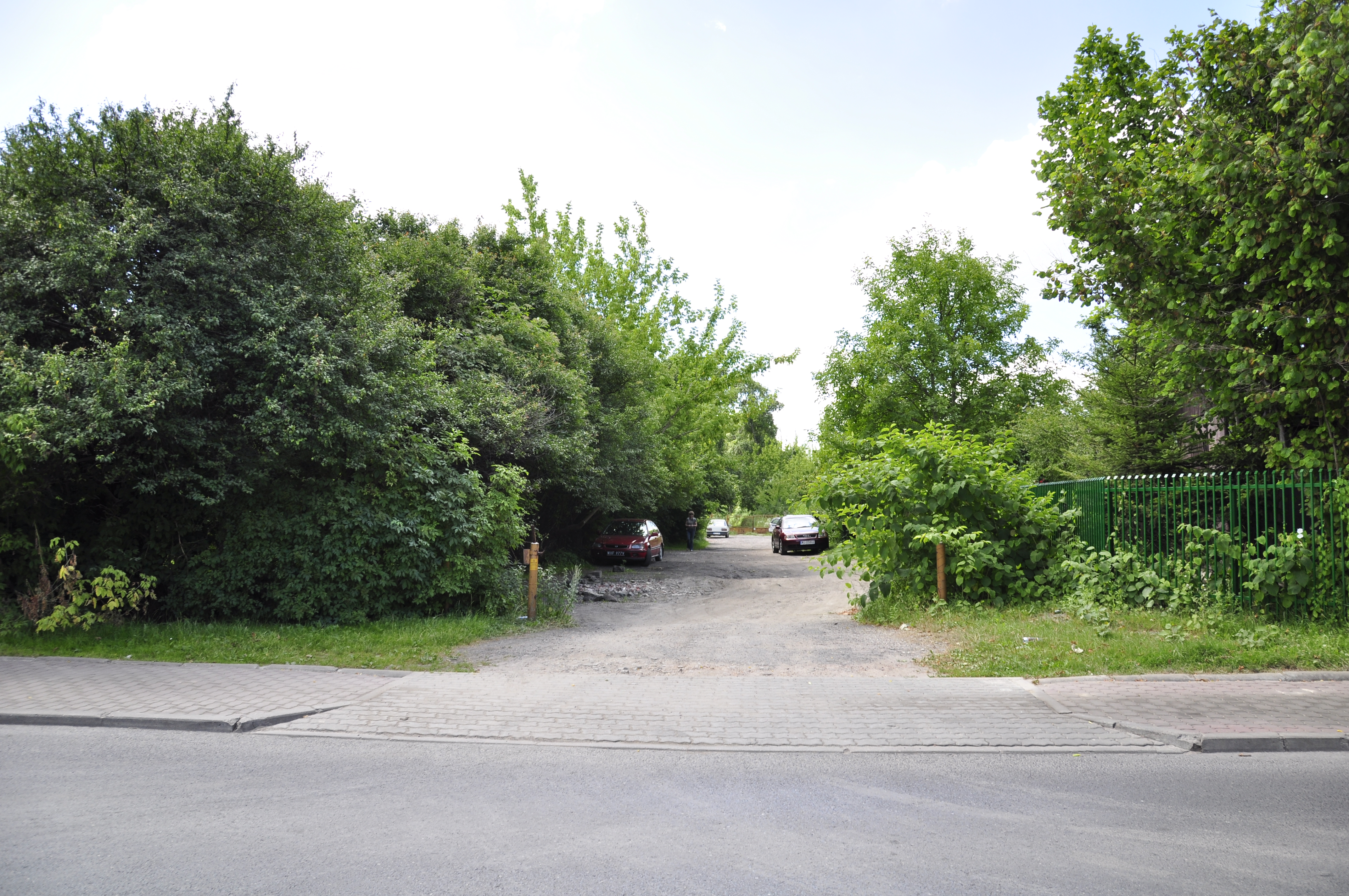
Einfahrt zum Fort im Sommer 2010
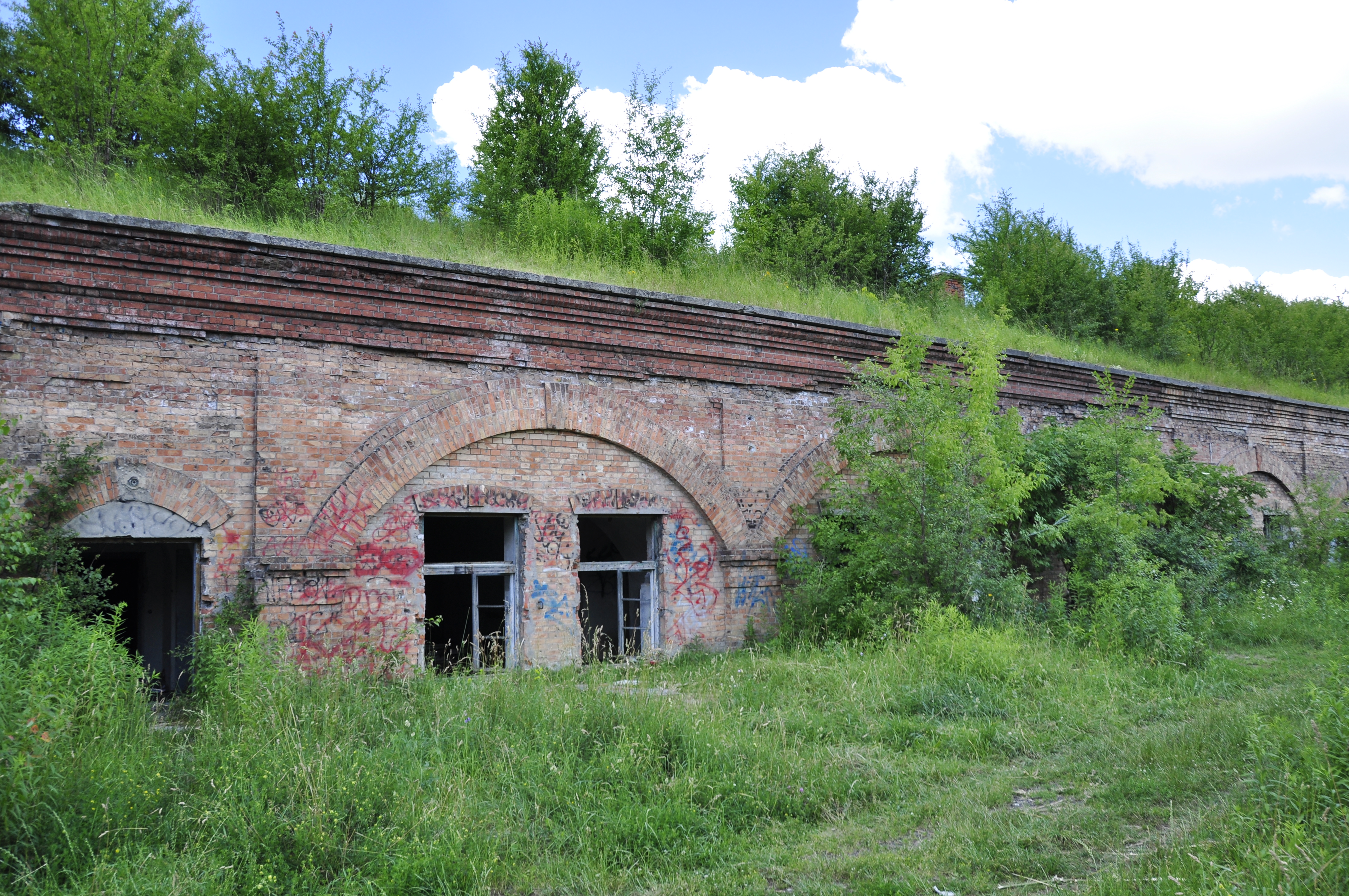
Erhaltene Kasematten
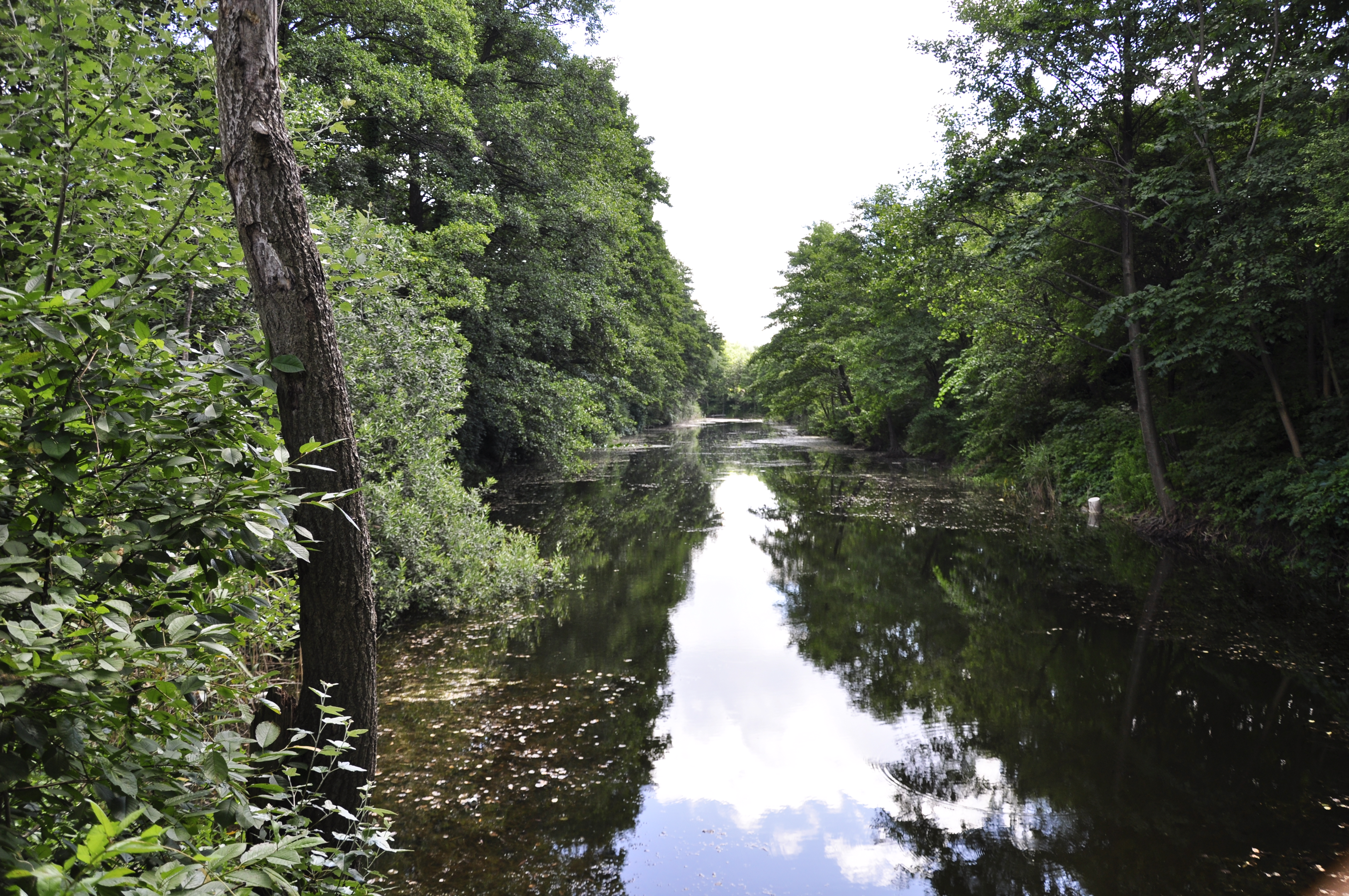
Der gut erhaltene Wassergraben, der heute das Fort von den Schrebergärten trennt
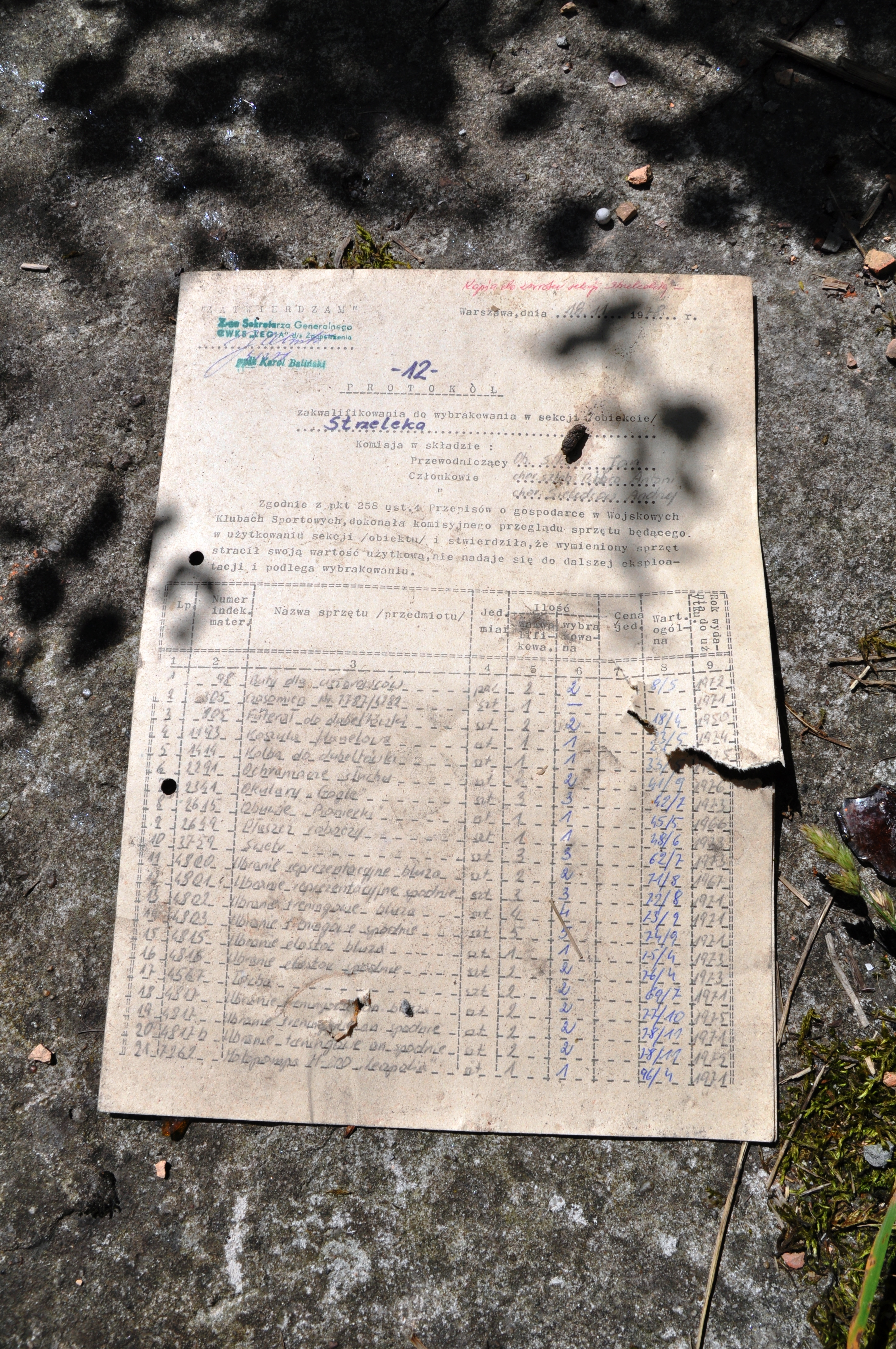
Militärische Dokumente aus der Nachkriegszeit in den Kasematten